# يوسي هيكينين
يوسي هيكينين (بالفنلندية: Jussi Heikkinen)‏ هو لاعب كرة قدم فنلندي في مركز الدفاع، ولد في 19 يوليو 1988 في هامينلينا في فنلندا. لعب مع نادي لاهتي.